# Ferrari SP

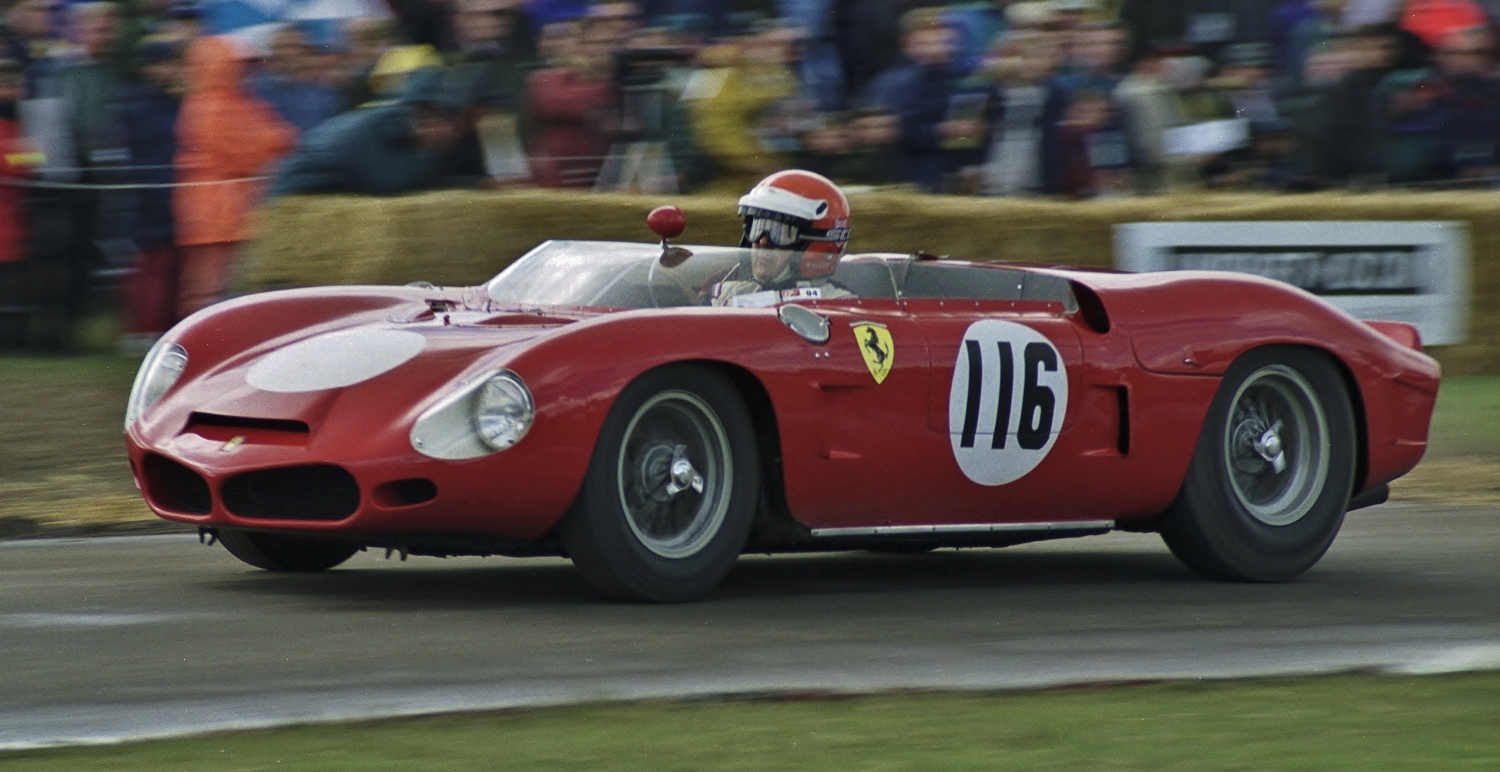
Ferrari 268 SP.

Los Ferrari SP son automóviles de carreras construidos por la fábrica Ferrari en los años de 1961 y 1962 para competir en el Campeonato Mundial de Sport Prototipos. Es la primera serie de autos sport prototipos con motor central posterior diseñados después de todos los automóviles tipo spyder y berlinettas con motor delantero construidos por Ferrari para las competencias automovilísticas y constituyen el antecedente de los famosos Ferrari P. Toda la serie utilizó el mismo diseño de chasis y carrocería, pero utilizaron diferentes motorizaciones por lo cual sus denominaciones fueron 246 SP, 196 SP y 268 SP.

## Historia
Después del espectacular triunfo de Cooper con sus autos de Fórmula 1 con motor central posterior ubicado por detrás del piloto, comenzó una revolución tecnológica y rápidas evoluciones de los autos de carreras de todas las marcas y categorías. Fue mucho tiempo en el que el concepto de coches tirados por un caballo se consideraba superior al concepto de coches empujados por un caballo, pero finalmente prevaleció la lógica y el sentido común y desde finales de los 50S, el diseño de automóviles con motor colocado en la parte posterior central fue adoptada por la mayoría de los constructores de monoplazas y sport-prototipos.
Y Enzo Ferrari aunque reacio a esa configuración, se unió al avance tecnológico que permitía un mejor equilibrio de las mazas del vehículo y un diseño aereodinámico más ventajoso. Es así que en 1960 Carlo Chiti, diseña un auto totalmente nuevo para competir en el Campeonato Mundial de Constructores de 1961, que fue denominado como SP (por sport-prototipo) y el cual monto motorizaciones V6 y V8. Estos autos fueron utilizados inicialmente en las carreras del campeonato que requerían un chasis ligero y maniobrable como la targa Florio y dejando la defensa de los colores de Ferrari en los circuitos rápidos a los Testa Rossa de motor delantero y con mayor cilindrada, que estuvieron vigentes prácticamente hasta 1962.

## Ferrari 246 SP
Ferrari ya había experimentado con el motor central en su monoplaza 156 de Fórmula 1 en 1960, pero el 246 SP de 1961 fue el primer automóvil sport-prototipo con motor central posterior construido por el fabricante italiano. El motor elegido para este primer diseño, fue el compacto Dino V6 proveniente de la F1, pues el espacio para su montaje era reducido, ya que con el motor montado en la parte delantera, el conductor podía sentarse sobre el conjunto motor y caja de cambios, lo cual es imposible con la nueva configuración. Pero el equilibrio de mazas resultaba muy superior y las características de manejo eran más que compensadas.
A pesar del parecido exterior del SP 246 con sus antecesores, se trata de muchos más que una remodelación y en todas sus partes y sobre todo en su configuración, es un auto nuevo. Se construyeron inicialmente solo dos autos y fueron armados sobre el clásico chasis tubular de acero – pero con la nueva disposición del motor - , al cual se fijaban las suspensiones independientes tipo “hueso de pollo” y la elegante carrocería de aluminio tipo spyder que estaba diseñada por Ferrari y en la que se destacaba la legendaria nariz de tiburón que permitía el flujo de aire a los radiadores. El motor fue el Dino V6 diseñado por Vitorio Llano que se montaba en la parte delantera de los Fórmula 1 y contaba con una cilindrada de 2,417.33 centímetros cúbicos.

## Ferrari 196/286 SP
Para el año siguientes diferentes motores fueron instalados en los coches nuevos y en los dos existentes. De los dos originales 246 SP, al primero con número de chasis 0790, se le montó un motor de menor cilindrada, con el fin de hacerlo competir en la categoría de 2 litros y por la nomenclatura utilizada en estos autos, se le denominó como 196 SP, por los 1.9 litros de capacitad total y sus 6 cilindros en V, (el otro fue utilizado como muleto para la preparación del 250 P con motor V12 y fue destruido completamente en un accidente). Un segundo 196 SP conquistó el Campeonato Europeo de Montaña con Ludovico Scarfiotti.
Los 286 SP, que montaban un motor V6 de 2.9 litros, construidos en 1962, no tuvieron el éxito deseado por lo que su mecánica fue substituida por motores más fiables.
En 1963, Ferrari construyó un segundo 196 SP para ser inscrito en la targa Florio de ese año. 
Los autos eran idénticos a su predecesor, ya que la diferencia era solo el motor. El auto con chasis 0790, es uno de los SP mejor conservados en la actualidad y constituye una verdadera joya del coleccionismo y es el mismo auto, solo que con motor de 2.4 litros, que ganó la Traga Florio de 1961 y los 1000 Kilómetros de Nurburgring de 1962, que fue remotorizado y vendido a un equipo privado.

## Ferrari 248/268 SP
Otros cuatro vehículos fueron construidos en 1962 y 1963 y en febrero de 1962, fue presentado el 248 SP. Debido a que Ferrari había encontrado el motor ideal entre el pesado V12 y el limitado V6, los autos nuevos estaban equipados primero con motores con motores de 2.4 de 8 cilindros en V diseñado por Chiti., su construcción era similar a la de los 246 SP, es decir el chasis era el mismo pero modificado para el nuevo motor y tan solo la carrocería, debido a las nuevas regulaciones de la FIA que estipulaban que el parabrisas debería de tener más altura que el del año anterior y la obligación de que los autos montaran una barra antivuelcos, los hacían ver diferentes a su predecesores. Posteriormente en ese mismo año estos vehículos se convertiría en el 268 SP, debido a un aumento de la capacidad del motor a 2644cc. En total, fueron menos del 4 de los autos que equiparon los V8 de Chiti.

A pesar de los triunfos en carreras e importancia en la historia de Ferrari, al ser los primeros autos sport-prototipo de motor central y que constituyen el antecedente de los después famosísimos P, estos 6 coches con motor central, no son tan conocidos como los ferraris con motor V12 contemporáneos, pero su desarrollo resultó esencial para la fortaleza de Ferrari en Le Mans y en los Campeonatos conquistados.

## Características Técnicas
| Característica       | 246 SP                      | 196 SP                      | 286 SP                      | 248 SP                       | 268 SP                       |
| -------------------- | --------------------------- | --------------------------- | --------------------------- | ---------------------------- | ---------------------------- |
| Carrocería           | Spyder                      | Spyder                      | Spyder                      | Spyder                       | Spyder                       |
| Motor                | TL V6 65°                   | TL V6 a 60°                 | TL V6 a 60°                 | TL V8 a 90°                  | TL V8 a 90°                  |
| Potencia             | 270 hp a 8000 rpm           | 210 hp a 7500 rpm           | 260 hp a 6800 rpm           | 250 hp a 7400 rpm            | 265 hp a 7000 rpm            |
| DiametroxCarrera     | 85x71                       | 77x71                       | 90x75                       | 77x66                        | 77x71.0                      |
| Cilindrada           | 2.417 cc                    | 1.983 cc                    | 2.862 cc                    | 2.458 cc                     | 2.645                        |
| Índice de compresión | 9.8:1                       | 9.8:1                       | 9.5:1                       | 9.8:1                        | 9.8:1                        |
| Alimentación         | 3 carburadores Weber 42 DCN | 3 carburadores Weber 42 DCN | 3 carburadores Weber 42 DCN | 4 carburadores Weber 40 IF2C | 4 carburadores Weber 40 IF2C |
| Árbol de levas       | 4 ACT , 2 v/c               | 2 ACT , 2 v/c               | 4 ACT , 2 v/c               | 4 ACT , 2 v/c                | 4 ACT , 2 v/c                |
| Caja de cambios      | Ferrari 5V.                 | Ferrari 5V.                 | Ferrari 5V.                 | Ferrari 5V.                  | Ferrari 5V.                  |
| Clutch               | Multiplato                  | Multiplato                  | Multiplato                  | Multiplato                   | Multiplato                   |
| Frenos               | Disco                       | Disco                       | Disco                       | Disco                        | Disco                        |
| Dimensiones          | 4,060 mm 1,480 mm 970 mm    | 4,060 mm 1,480 mm 970 mm    | 4,060 mm 1,480 mm 970 mm    | 4,060 mm 1,480 mm 970 mm     | 4,060 mm 1,480 mm 970 mm     |
| Entre-ejes           | 2,320 mm                    | 2,320 mm                    | 2,320 mm                    | 2,320 mm                     | 2,320 mm                     |
| Vía delante          | 1,200 mm                    | 1,200 mm                    | -                           | -                            | 1,200 mm                     |
| Vía trasera          | 1,200 mm                    | 1,200 mm                    | -                           | -                            | 1,200 mm                     |
| Peso                 | 590 kg                      | 600 kg                      | 620 kg                      | 640 kg                       | 660 kg                       |
| Ruedas               | 5.50"x15 " 6.50"x15"        | 5.25x15" 6.50"x15"          | 5.25x15" 7.00"x15"          | 5.25x15" 6.50"x15"           | 5.50x15" 7.00"x15"           |

- Datos: Q3743057
- Multimedia: Ferrari sports prototypes / Q3743057